# 2018 SP1
2018 SP1 — астероид, сближающийся с Землёй и Венерой. Относится к группе аполлонов.
Сближение с Землёй состоится 04 октября 2018 года в 23:57 UTC, расстояние — 5,855 млн км (15 расстояний до Луны), относительная скорость 16,778 км/c (60401 км/ч).
Этот стометровый астероид был открыт 19 сентября 2018 года, то есть всего за две недели до сближения.

## Сближения
| дата             | а. е.    | расстояний до Луны | небесное тело |
| ---------------- | -------- | ------------------ | ------------- |
| 04.10.2018 23:57 | 0,039140 | 15,2               | Земля         |